# Africain
Africain è un singolo dell'album L'Apogée del gruppo rap Sexion d'Assaut.